# Joel Clinton

a Compétitions nationales et continentales officielles uniquement.

b Matchs officiels uniquement.
Joel Clinton, né le 8 décembre 1981, est un joueur australien de rugby à XIII évoluant au poste de pilier dans les années 2000. Au cours de sa carrière, il a été sélectionné en sélection d'Australie. En club, il fait ses débuts professionnels aux Penrith Panthers avant de rejoindre Brisbane Broncos.